# 千住検車区
千住検車区（せんじゅけんしゃく）は、東京都荒川区にある、東京地下鉄（東京メトロ）の車両基地である。日比谷線の車両が所属している。隣接して旧千住工場を転用したメトロ車両千住総合事業所がある（後述）。最寄駅は南千住駅。
配下の基地として千住検車区竹ノ塚分室がある。当車両基地構内西側、日比谷線の本線寄りには千住変電所がある。

## 歴史
1960年（昭和35年）12月10日に千住検車区準備事務所として発足し、1961年（昭和36年）3月28日に千住検車区として正式に発足して検車区業務を開始した。日比谷線南千住駅のすぐ北側に出入庫線があり、そこから出入庫している。
主な業務は、日比谷線車両の列車検査と月検査、営業線対応（車両故障対応）、車両清掃等である。列車検査は本区で1日2本を実施しているほか、竹ノ塚分室でも1日2本実施している。月検査は1日1本程度実施しており、1か月16本程度が実施される。このほか、車両清掃は15日周期で1日4本に実施（業務は協力会社に委託）している。本区には車輪転削設備がないことから（旧千住工場に設置されていた）、車輪転削は竹ノ塚分室で実施している。
南千住周辺には国鉄隅田川貨物駅に関連した隅田川用品庫の広大な用地があり、帝都高速度交通営団（当時の営団地下鉄）は取得に向けて国鉄と用地交渉を行い、1960年（昭和35年）1月に千住車両基地用地を取得した。日比谷線の整備を行う検車区・工場として建設された。
車両基地として使用するにあたって、水害（洪水）対策を行うため、A.P.（荒川工事基準面）+ 3.63 m（東京湾中等潮位 + 2.5 m）の盛り土を行った。盛り土は日比谷線建設工事の南千住 - 秋葉原間で掘削した土砂を運搬・搬入したもので、在来の地盤に対しておよそ0.95 m高くした。
本検車区は、度重なる日比谷線の輸送力増強により収容数不足が生じ、2層構造の立体車庫構造とすることも検討された。しかし、付近は軟弱地盤のため、地盤沈下防止に多額の費用がかかることから、とりやめとなった。そして、1966年（昭和41年）に東武鉄道の西新井電車区を譲り受け、営団地下鉄竹ノ塚検車区（当時）として発足することになった。
検車区発足当時は6両編成24本収容数であったが、1971年（昭和46年）5月には運河を埋め立てて拡張工事を行い、8両編成15本が収容できる構造へ拡張された。その後、2010年（平成22年）4月には竹ノ塚検車区が千住検車区に組織統合され、同区は千住検車区竹ノ塚分室となった。
2016年（平成28年）9月、日比谷線北千住 - 南千住間にある隅田川橋梁における停電時の車両移動用として、非常用バッテリーを設置した。

### 沿革
- 1960年（昭和35年）
  - 1月8日 - 千住車両基地用地を国鉄から取得する[4]。
  - 7月 - 千住検車区の建設工事に着手[9]。
  - 12月10日 - 12月中に検車区が完成、千住検車区準備事務所発足[9]。
- 1961年（昭和36年）
  - 1月16日 - 汽車製造から日比谷線第1号車3002号が陸送により、搬入される[9]。
  - 3月28日 - 千住検車区発足[9]。
  - 9月 - 千住工場の建設工事に着手[9]。
- 1962年（昭和37年）
  - 3月 - 千住工場が完成[9]。
- 1963年（昭和38年）6月1日 - 千住工場発足[9]。
- 1964年（昭和39年）1月15日 - 同年8月まで、広尾駅近くに千住検車区広尾出張所が設置される[10]（後述）。
- 1966年（昭和41年）2月 - 5月 - 千住工場において、東西線5000系車両1次車（3両編成6本）の重要部検査を実施する[11][12]。
- 1970年（昭和45年）7月3日 - 千住検車区拡張工事のため、翌1971年5月まで再度千住検車区広尾出張所が設置される[13]。
- 1971年（昭和46年）5月1日 - 千住検車区拡張工事完成。6両編成留置から8両編成留置対応となる[13]。
- 1979年（昭和54年）10月1日 - 月検査を竹ノ塚検車区より移管[13]。これは、同日より月検査の検査周期が1ヶ月以内→2ヶ月以内または走行距離 3万km以内に延伸したためである[13]。
- 1995年（平成7年）4月 - 車両清掃を竹ノ塚検車区より移管[14]。
- 1996年（平成8年）4月 - 竹ノ塚検車区より所属車両を移管[14]。
- 2004年（平成16年）2月23日 - 日比谷線車両の定期検査を鷺沼工場へ移管し、千住工場を廃止[6]。
- 2010年（平成22年）4月1日 - 竹ノ塚検車区を組織統合し、同区は千住検車区竹ノ塚分室となる[6]。

## 構内
南千住駅から出入庫線が1線あり、隣接して構内入換線（21番線）がある。構内は南側から
- 0番線 - 機材線（保線機械置場）。折り返してモーターカー収容庫に繋がる[1]。
- 1・2番線 - 車両洗浄線。手洗浄作業台を設置[1]。
- 4 - 13番線 - 留置線。20 m車導入時に曲線変更が行われ、3番線は廃止した[1]。
  - 10・11番線間と14・15番線間には屋根上点検作業台がある[1]。14番線手前には車両洗浄機が1基ある[1]。
- 16・17番線 - 検査庫。主に16番線は月検査、17番線は列車検査に使用する[1]。
- 18 - 20番線 - 修繕線[1]。車両の簡易な修理や改造工事を行う[1]。また、奥の建物には3000系3001 - 3002号車が保存されている[1]。
  - 18・19番線と20番線奥は旧千住工場の車体更新修繕場跡、20番線手前は気吹室として使用していた建物である[14]。
  - 20番線と隣の21番線から折り返して旧千住工場の整備線に繋がるほか、22番線がある[1]。
  - 旧千住工場の整備線にある整備庫は車両移動機の車庫として使用している[3]。21・22番線は機材線（保線機械置場）として使用している。

## 配置車両
- 13000系電車  308両（7両編成×44本）

過去の配置車両
- 3000系電車　200両（8両編成×25本）...一部編成は竹ノ塚所属。
- 03系電車　336両（8両編成×42本）

## 千住工場
千住工場（せんじゅこうじょう）は、千住検車区に隣接して設置されていた、東京メトロの前身の帝都高速度交通営団（営団地下鉄）日比谷線の車両工場である。
1963年（昭和38年）6月に発足し、長らく日比谷線車両の定期検査を施工してきた。本工場完成前は、千住検車区を使用して重要部検査を行っていた。その後、営団民営化直前の2004年（平成16年）2月に半蔵門線の鷺沼工場に統合され、廃止された。なお、廃止後の建屋はメトロ車両千住事業所へと転用されている（次項目）。1971年（昭和46年）の千住車両基地拡張工事時には、電動機、パンタグラフ、蓄電池職場などを新設したほか、翌1972年（昭和47年）には車体更新修繕場が設置され、3000系の更新工事（B修工事・C修工事）も施工した。

### 過去の検査実績
- 営団3000系電車 - 1994年（平成6年）までに廃車
- 営団03系電車 - 東京地下鉄へ継承
- 営団5000系電車（後述）

### 東西線5000系の検査
千住工場においては、日比谷線車両以外に1966年（昭和41年）2月 - 5月に東西線用5000系1次車（初期開業用3両編成6本）の重要部検査を施工した。東西線は1964年（昭和39年）に開業したが、東陽町延伸開業までは本格的な車両基地がなく、収容場所の不足から国鉄の三鷹電車区（現・JR東日本三鷹車両センター）の一部を借りるなどしていた。
この時に、5000系1次車の3両→7両編成化のため、新造の中間車4両×4編成分をあらかじめ千住車両基地に搬入しておき、検査出場の際に7両編成化した。検査出場および新車の公式試運転は日比谷線の南千住 - 上野間で実施した。
5000系の検査を千住工場で実施するため、中央線と山手線経由（豊田または三鷹→新宿経由品川→上野）で常磐線に入り、さらに北千住から東武伊勢崎線（当時、常磐線と伊勢崎線の線路は構内で接続していた）を経由し、折り返しのため草加まで下ってから、千住工場のある日比谷線南千住まで自力回送した（出場時は逆の経路となる）。
その後、1967年（昭和42年）4月からは竹ノ塚検車区で検査を実施をしたが、翌1968年（昭和43年）4月に深川工場が発足し、この輸送方式は解消した。

### メトロ車両千住事業所
千住工場での業務廃止後は、東京地下鉄の委託先であるメトロ車両千住事業所として使用している。
東京地下鉄では、各工場で実施している定期検査対象の機器の一部をグループ会社のメトロ車両に委託しており、かつては機器別に中野工場、小石川CR、千住工場、綾瀬工場、王子検車区の5か所で分散して業務を実施していた。しかし、機器の運搬に手間を要することや、場所によっては検査の作業性が悪いなど問題点があった。
問題点を改善するため、新しく集約した検査場所として千住工場建屋を2004年（平成16年）10月から2005年（平成17年）3月にかけて改修工事を実施し、2005年（平成17年）6月から業務を開始している。定期検査車両、年間650両に相当する検査を行っている。
主な検査機器は
- ユニットクーラー（空調装置）
- ユニットブレーキ・オイルダンパー・レベリングバルブ（高さ調整弁）、差圧弁
- 主電動機・パンタグラフ
- 電動発電機（MG）、空気圧縮機（CP）
- 蓄電池、戸閉機械（ドアエンジン）・電磁弁（戸閉機械用）等である。

現在、東京地下鉄各工場での委託検査機器は、各工場で取り外し後に本事業所までトラックで運送し、検査・手入れを実施、その後トラックで各工場へ返却される。

## 千住検車区広尾出張所
日比谷線の建設にあたっては北千住側と中目黒側と、両端駅から建設が行われ、それぞれが別々に開業していた時期があった。北千住駅側には千住検車区が設置されたが、中目黒側には車両基地がなかった。このため、1964年（昭和39年）3月の霞ケ関 - 恵比寿間開業時に広尾駅の六本木寄りに延長 595 m の小規模な留置線が設置された。車両を搬入する際、未開業だった中目黒から軌道を恵比寿まで仮設して使用車両を搬入した。
この場所は千住検車区広尾出張所とされ、6両編成3本が収容可能な留置線と、6両編成1本が収容可能な検査ピットや事務所、倉庫があり、車両の検査や小修理を行っていた。その後、同年8月に東銀座 - 霞ケ関駅が開業し、出張所は廃止されたが、全線開業後も留置線として活用している。広尾留置線とも呼ばれる。
ただし、1970年（昭和45年）7月に千住検車区の6両編成対応から8両編成対応設備への拡張工事のため、再度千住検車区広尾出張所が設けられた。1971年（昭和46年）5月1日、千住検車区の8両編成対応工事が完了したため、廃止した。
文献によれば、広尾留置線の最大延長は 595 m で、六本木駅寄りは延長 364 m （6両編成は全長108 m で、3編成が収納可能・現行の7両編成は全長140 m （過去の8両編成は全長144 m ）で、2編成が収納可能）、両渡り分岐器を挟んだ広尾駅寄りは延長 157 m、検査用ピット（延長 97 m ）とリフティングジャッキがある（延長157 m のため、現行の7両編成（過去の8両編成）も収納可能）。広尾駅地下1階から、留置線への連絡通路が設けられていた。
現在は平日朝の六本木行き電車が六本木駅到着後、回送列車として留置線に入線する。入線した回送列車は夕方頃に中目黒へ回送列車として運行後、中目黒駅始発電車となる。また、中目黒駅始発の最終電車3本は広尾行となっており、その列車も留置線を出入りしている（その列車は翌日の広尾駅始発電車となる）。